# Пристрасний водопровідник
«Пристрасний водопровідник» (The Passionate Plumber) — американська кінокомедія Едварда Седжвіка 1932 року, з Бастером Кітоном в головній ролі.

## Сюжет
Елмер Таттл, паризький водопровідник, лагодить душ в будинку багатої дами. Щоб розірвати відносини з одруженим чоловіком, в якого вона закохана, ця дама наймає Елмера зіграти роль її коханця.

## У ролях
- Бастер Кітон — Елмер Таттл
- Джиммі Дюранте — Маккракен
- Поллі Моран — Альбіна
- Ірен Пурселл — Патриція
- Гілберт Роланд — Тоні Лагорсе
- Мона Маріс — Ніна
- Пол Порказі — Пауль Ле Майре